# NGC 5773
NGC 5773 est une galaxie spirale située dans la constellation du Bouvier. Sa vitesse par rapport au fond diffus cosmologique est de 7 112 ± 12 km/s, ce qui correspond à une distance de Hubble de 104,9 ± 7,3 Mpc (∼342 millions d'al). NGC 5773 a été découverte par l'astronome germano-britannique William Herschel en 1784.
À ce jour, une mesure non basée sur le décalage vers le rouge (redshift) donne une distance d'environ 74,900 Mpc (∼244 millions d'al). Cette valeur est loin à l'intérieur des valeurs de la distance de Hubble. Notons que c'est avec la valeur moyenne des mesures indépendantes, lorsqu'elles existent, que la base de données NASA/IPAC calcule le diamètre d'une galaxie.
Selon E.L. Turner, les galaxies NGC 5771 et NGC 5773 forment une paire de galaxies rapprochées. La distance de Hubble de NGC 5771 est égale à 103,2 ± 7,2 pc, ce qui est comparable à celle de NGC 5771. Considérant les incertitudes de ces distances, il est probable que ces deux galaxies forment une paire réelle.